# Grand Capucin
Pour l'espèce d'oiseaux de la famille des Estrildidae, voir Grand Capucin (oiseau).
Le Grand Capucin, considéré comme un sommet majeur pour les alpinistes et grimpeurs, est l'un des plus beaux ensembles de type monolithique granitique des Alpes.
D'allure imposante, en forme d'obélisque, le Grand Capucin se dresse à presque 400 mètres au-dessus du glacier du Géant et présente une verticalité qui, depuis plusieurs générations, attire les grimpeurs de tous horizons. Dès le matin, la face Est s'embrase sous le soleil, avec des effets accentués par la couleur rouge du granite.

## Situation et accès

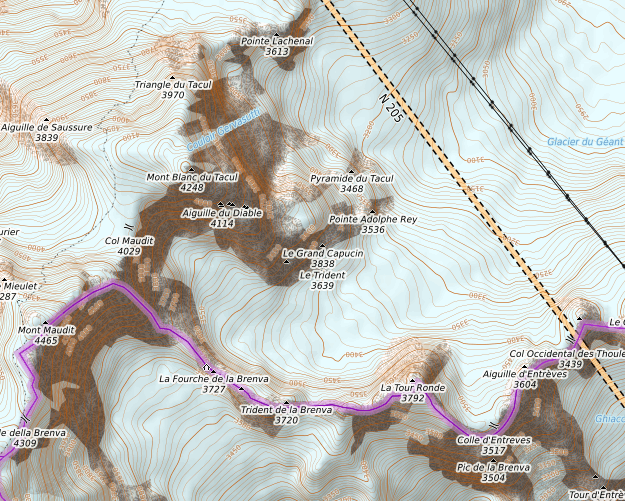
Carte topographique du Grand Capucin.

Avec le mont Maudit au sud-ouest, l'arête de la Brenva et La Tour Ronde au sud, à l'aplomb de la partie sud du glacier du Géant, le Grand Capucin se trouve à l'extrémité de la face Est du mont Blanc du Tacul à côté du Petit Capucin et de la pointe Adolphe Rey.
Les refuges les plus proches sont ceux de Torino (3 322 m et 3 375 m) et celui des Cosmiques (3 613 m). À partir du téléphérique de l'Aiguille du Midi, descendre plein est jusqu'à l'altitude de 3 670 m, puis partir au sud pour passer entre le Gros Rognon à droite et la pointe Lachenal sur la gauche (col du Gros Rognon). Continuer sur le glacier du Géant vers le sud-est jusqu'à la pyramide du Tacul et la pointe Adolphe Rey. Contourner la pointe par l'ouest, passer devant le Roi de Siam et le Petit Capucin jusqu'au pied du Grand Capucin. Il faut compter environ 3 heures de marche selon les conditions et la saison. L'accès depuis la pointe Helbronner est plus rapide et facile en passant par le pied de la face Nord de la Tour Ronde.

## Histoire
Pendant des décennies, la succession de multiples petits surplombs présents un peu partout sur la paroi contribua à la réputation d'inaccessibilité de cette paroi.
Le sommet lui-même fut gravi pour la première fois par son versant occidental en 1924 par Enrico Augusto, Adolphe Rey, Henri Rey et Louis Lanier, qui s'aidèrent d'une perche et de crochets.
Il faudra ensuite attendre 25 ans pour que Walter Bonatti décide de s'attaquer à l'impressionnante face Est. Ayant trouvé un coéquipier de Monza, Camillo Barzaghi, tous deux entreprennent l'ascension le 24 juillet 1950 mais, surpris par un orage dans les premières longueurs, ils sont contraints de renoncer.
Trois semaines plus tard, Bonatti, qui trouve un nouveau compagnon de cordée en la personne de Luciano Ghigo, repart à l'assaut du Grand Capucin. Bénéficiant d'une météo moins capricieuse que lors de la première tentative, les deux alpinistes parcourent une grosse partie de l'ascension durant les trois premiers jours. Malheureusement, au troisième bivouac, les éléments se déchaînent à nouveau avec le vent et la neige qui font leur apparition. Ils essayent néanmoins de terminer leur projet mais butent sur une difficulté digne de la réputation du Grand Capucin, une dalle de quarante mètres aussi lisse que verticale (6C+). Une nouvelle fois encore, la décision est prise de battre en retraite et ils effectuent une descente qui s'avèrera longue et périlleuse, équipés de cordes en chanvre gelées.
Il faudra attendre une année et une troisième tentative pour venir à bout de ce sommet. C'est le même tandem qui récidive le 20 juillet 1951 et cette fois, il leur faut seulement deux jours pour parcourir la distance déjà ouverte l'année précédente. Ils franchissent alors le fameux « mur » de quarante mètres et se retrouvent une nouvelle fois face à une tourmente météorologique qui les oblige à bivouaquer dans des conditions très précaires. La journée complète du lendemain sera nécessaire pour gagner le sommet et rejoindre le refuge Torino dans la nuit et la tempête. Cette voie se nomme désormais voie Bonatti, la première du nom.
Cet exploit sera l'occasion pour Walter Bonatti d'utiliser pour la première fois en haute montagne les techniques d'escalade artificielle testées dans les Dolomites dans les années 1930. Certains alpinistes dévalorisent sa performance en critiquant la logistique de ses ascensions, trop de pitons, trop de ferraille qui dénature le côté sportif de l'escalade. S'ensuivit un débat sur la notion d'équipement dans lequel Bonatti défendait sa vision de l'alpinisme. De nos jours et après des progrès considérables sur l'équipement des grimpeurs, quasiment la totalité des voies ouvertes dans le Grand Capucin sont accessibles sans pratique de « l'artif »,,.

## Voies existantes

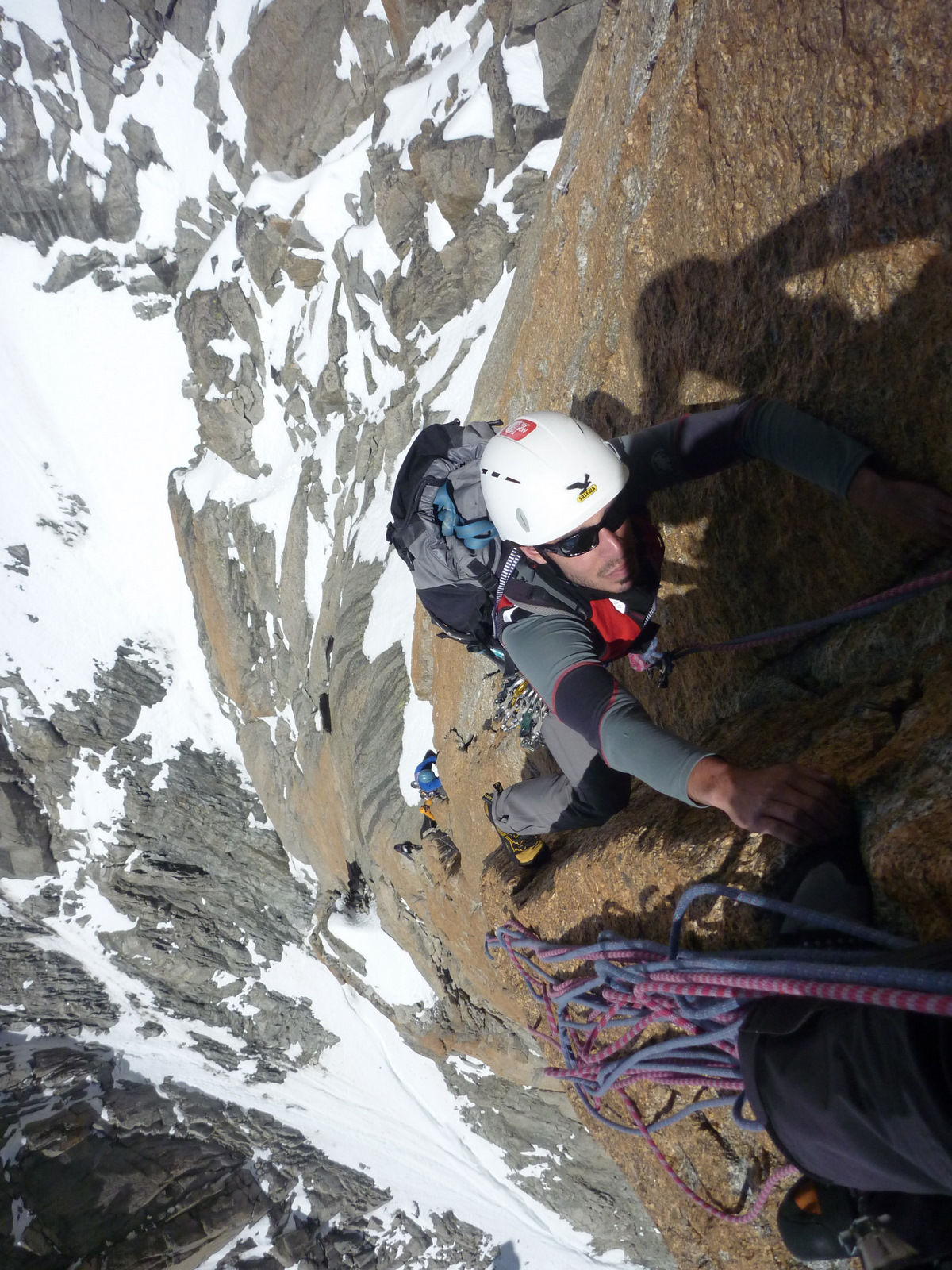
Dans la Voie des Suisses

Les différentes voies sont décrites dans l'ordre en partant du sud-sud-ouest et en tournant dans le sens anti-horaire autour du Grand Capucin, :
| orientation | nom de la voie                 | ouvreurs                                                      | date                        | difficulté par longueur | longueur totale               |
| ----------- | ------------------------------ | ------------------------------------------------------------- | --------------------------- | ----------------------- | ----------------------------- |
| Pilier SSO  | O sole mio                     | Michel Piola, Pierre-Alain Steiner                            | 21, 22 avril 1984           | VI/A0/ED                | 250 m                         |
| Dièdre S    | Voie des Suisses               | C. Asper, M. Bron, M. Grossi et M. Morel                      | 24, 25, 26 juillet 1956     | III/IV/V/VI/A1/A2/TD+   | 300 m                         |
| Paroi S     | Sourire de l'été               | Gaetano et Romain Vogler                                      | 24, 25 août 1981            | VI/A2/ED+               | 300 m                         |
| Paroi S     | De fil en aiguille             | JL. Amstutz, V. Banderet et R. Vogler                         | 31 juillet 1991             | VI/VII/A1/EX            | 300 m                         |
| Paroi S     | Variante Panoramix             | C. Dalphin, R. Habersaat, T. Grassin C. Reuille, B. Voltolini | été 1962                    | VII/A2                  |                               |
| Paroi S     | Eau et gaz à tous les étages   | Jean-Marc Boivin, F. Diaferia et M. Moioli                    | 28, 29 juillet 1984         | VI+/A3/ED+              | 400 m                         |
| Paroi S     | Voyage selon Gulliver          | PA. Steiner et M. Piola                                       | 18, 19 juillet 1982         | VI/A0/ED+               | 300 m                         |
| Paroi SE    | Voie Lecco                     | G. Cariboni, C. Ferrari, C. Mauri, A. Anghileri et P. Negri   | 30 juillet, 1er août 1968   | V+/VI/VII/A1/A2/ED      | 300 m                         |
| Paroi SE    | Flagrant délire                | Jean-Marc Boivin, M. Piola                                    | 13, 14 août 1983            | VI/A3/ED+               | 400 m                         |
| Paroi SE    | Elixir d'Astaroth              | M. Piola, PA. Steiner, R. Vogler                              | 18, 19, 20 août 1981        | VI/A2/ED+               | 400 m                         |
| Paroi E     | Odyssey                        | Jim Bridwell et Giovanni Groaz                                | oct. 1999                   | VI/5.9/A4/EX            | 450 m                         |
| Paroi E     | Voie Bonatti                   | W. Bonatti et L. Ghigo                                        | 20, 21, 22, 23 juillet 1951 | IV/V+/VII/A1/A2/A3/TD+  | 400 m                         |
| Paroi E     | Po-Eticomania                  | F. Delisi et E. Jovane                                        | 1er, 2 août 1986            | VII/A2                  | 400 m                         |
| Paroi E     | Alta tension                   | MA. Gallego et JL. Gallego                                    | 1983                        | ED sup                  | 250 m                         |
| Paroi E     | Directe des Capucines          | E. Belin, Jean-Marc Boivin et M. Moioli                       | 9, 10 juillet 1983          | VI/A0/ED                | 400 m                         |
| Face NE     | Russkaya Zima (hiver Russe)    | M. Devi et A. Klenov                                          | 13, 15 février 1999         | ED, A3/6c max           | 400 m                         |
| Face NE     | Zimniy voyag (voyage hivernal) | A. Routchkine et R. Zaitov                                    | 13 au 17 février 1999       | ED+, A4/6c max          | 400 m                         |
| Face NE     | Laratoune                      | F. Gentet, A. Cayrol et F. Bernard                            | Hiver 1998                  | 4+, Course Glace        | Permet de faire le tour du GC |
| Face N      | Paragot-Bérardini              | L. Bérardini et R. Paragot                                    | 24, 25 juillet 1955         | ED                      | 250 m                         |
| Face N      | Marche à l'ombre               | D. Brau-Mouret et M. Challamel                                | 5, 6, 7 janvier 1999        | A2+, 5c, mixte, 80°     | 250 m                         |

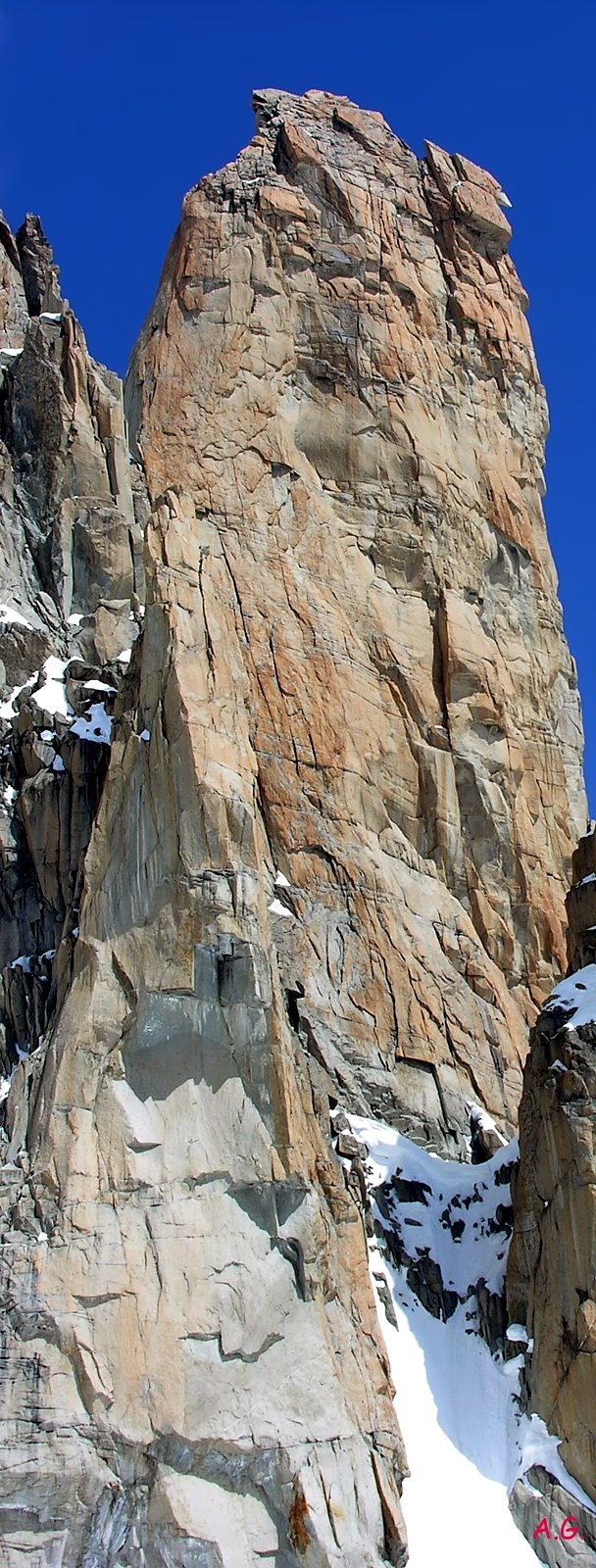
Vue depuis l'ouest.
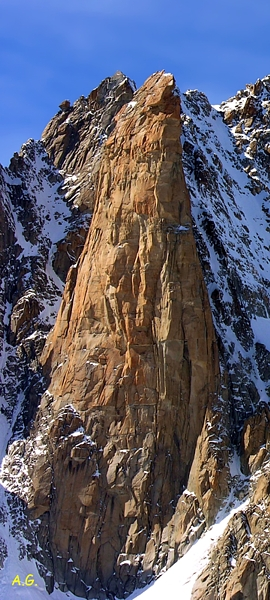
Vue depuis le sud.